# Regional Preferente de La Rioja 2008-09
La temporada 2008-09 de Regional Preferente de La Rioja de fútbol comenzó el 13 de septiembre de 2008 y acabó el 10 de mayo de 2009. Durante esta campaña era el quinto y último nivel de las Ligas de fútbol de España para los clubes de La Rioja, por debajo de la Tercera División de España.

## Sistema de competición
Un único grupo con los 16 equipos se enfrentarían a doble vuelta, una vez en casa y otra en el campo del equipo rival, todos contra todos.
Los equipos que se clasificaran en los tres primeros puestos ascenderían directamente a Tercera División, exceptuando filiales que ya dispongan de un equipo en la categoría inmediatamente superior. Si hubiera alguna vacante más en el grupo XVI de Tercera División ascenderían los siguientes clasificados.

## Clasificación[1]
| Pos. | Equipo                             | Pts. | PJ | G  | E  | P  | GF | GC | Dif. |                           |
| ---- | ---------------------------------- | ---- | -- | -- | -- | -- | -- | -- | ---- | ------------------------- |
| 1    | C. At. Vianés (A, C)               | 69   | 30 | 22 | 3  | 5  | 58 | 27 | +31  | Ascenso directo a Tercera |
| 2    | C. D. Pradejón (A)                 | 68   | 30 | 20 | 8  | 2  | 68 | 25 | +43  | Ascenso directo a Tercera |
| 3    | C. D. Aldeano (A)                  | 63   | 30 | 19 | 6  | 5  | 49 | 32 | +17  | Ascenso directo a Tercera |
| 4    | C. F. Ciudad de Alfaro             | 55   | 30 | 16 | 7  | 7  | 57 | 46 | +11  |                           |
| 5    | C. P. Calasancio "B"               | 53   | 30 | 16 | 5  | 9  | 48 | 37 | +11  |                           |
| 6    | Náxara C. D. "B"                   | 52   | 30 | 15 | 7  | 8  | 61 | 43 | +18  |                           |
| 7    | Casalarreina C. F.                 | 52   | 30 | 16 | 4  | 10 | 72 | 45 | +27  |                           |
| 8    | C. D. San Lorenzo                  | 50   | 30 | 15 | 5  | 10 | 56 | 42 | +14  |                           |
| 9    | C. D. F. C. La Calzada             | 36   | 30 | 10 | 6  | 14 | 37 | 41 | −4   |                           |
| 10   | C. F. Rápid                        | 32   | 30 | 7  | 11 | 12 | 43 | 58 | −15  |                           |
| 11   | Universal Futbolística Rioja F. C. | 29   | 30 | 8  | 5  | 17 | 39 | 55 | −16  |                           |
| 12   | C. D. Anguiano "B"                 | 28   | 30 | 7  | 7  | 16 | 45 | 58 | −13  |                           |
| 13   | S. D. Oyonesa "B"                  | 25   | 30 | 7  | 4  | 19 | 40 | 63 | −23  |                           |
| 14   | C. D. Bañuelos                     | 23   | 30 | 6  | 5  | 19 | 38 | 61 | −23  |                           |
| 15   | C. D. Autol                        | 20   | 30 | 5  | 5  | 20 | 25 | 61 | −36  |                           |
| 16   | Haro Promesas                      | 18   | 30 | 4  | 6  | 20 | 26 | 68 | −42  |                           |

 Fuente: Federación Riojana de Fútbol

### Tabla de resultados cruzados
| Local \ Visitante          | AVI | PRA | ALD | CIU | CAL | NAX | CAS | SAN | LCA | RAP | RIO | ANG | OYO | BAN | AUT | HAR |
| -------------------------- | --- | --- | --- | --- | --- | --- | --- | --- | --- | --- | --- | --- | --- | --- | --- | --- |
| C. Atlético Vianés         | —   | 3–2 | 1–0 | 1–0 | 2–0 | 2–0 | 3–2 | 3–0 | 2–0 | 5–1 | 1–0 | 2–0 | 2–1 | 2–1 | 5–1 | 1–0 |
| C. D. Pradejón             | 2–0 | —   | 2–2 | 3–2 | 1–1 | 3–1 | 0–2 | 2–0 | 0–0 | 3–0 | 1–1 | 3–1 | 5–0 | 1–0 | 1–0 | 1–1 |
| Aldeano River              | 2–1 | 0–4 | —   | 2–2 | 2–1 | 0–0 | 1–0 | 3–0 | 2–0 | 2–1 | 3–1 | 1–0 | 2–0 | 1–3 | 1–0 | 1–0 |
| C. F. Ciudad de Alfaro     | 4–1 | 0–5 | 2–2 | —   | 1–2 | 2–6 | 2–1 | 2–2 | 2–1 | 1–1 | 3–2 | 3–1 | 5–1 | 1–1 | 2–1 | 4–0 |
| C. P. Calasancio "B"       | 1–0 | 1–3 | 0–2 | 1–2 | —   | 5–3 | 1–1 | 1–1 | 1–0 | 1–0 | 1–2 | 2–1 | 2–0 | 2–1 | 2–1 | 3–1 |
| Náxara C. D. "B"           | 1–0 | 1–5 | 0–1 | 1–2 | 1–1 | —   | 3–1 | 4–2 | 3–0 | 1–1 | 1–1 | 2–2 | 3–1 | 5–1 | 1–0 | 4–0 |
| Casalarreina C. F.         | 1–1 | 0–1 | 6–1 | 2–3 | 3–1 | 2–3 | —   | 1–2 | 2–2 | 3–2 | 2–1 | 4–3 | 5–3 | 3–2 | 5–0 | 7–0 |
| C. D. San Lorenzo          | 1–2 | 1–2 | 1–2 | 1–2 | 0–3 | 0–0 | 3–1 | —   | 1–0 | 1–1 | 3–2 | 1–0 | 5–2 | 4–0 | 3–1 | 5–1 |
| C. D. F. C. La Calzada     | 1–2 | 2–3 | 0–2 | 1–1 | 0–1 | 2–1 | 1–1 | 0–2 | —   | 2–2 | 1–0 | 2–0 | 3–1 | 1–2 | 5–0 | 1–0 |
| C. F. Rápid                | 1–2 | 1–4 | 1–1 | 0–0 | 2–1 | 2–2 | 1–5 | 2–3 | 2–2 | —   | 3–1 | 1–1 | 2–1 | 2–1 | 1–2 | 3–2 |
| U. F. Rioja F. C.          | 1–1 | 0–0 | 0–3 | 2–1 | 0–1 | 1–2 | 1–2 | 0–3 | 2–3 | 3–2 | —   | 1–2 | 3–2 | 1–2 | 6–2 | 1–1 |
| C. D. Anguiano "B"         | 0–3 | 4–4 | 0–2 | 1–2 | 0–4 | 4–2 | 2–1 | 1–1 | 4–1 | 3–0 | 1–2 | —   | 3–1 | 0–0 | 3–0 | 2–2 |
| S. D. Oyonesa "B"          | 0–0 | 1–2 | 1–3 | 2–1 | 2–2 | 0–1 | 1–2 | 2–0 | 1–3 | 1–1 | 6–1 | 2–1 | —   | 2–1 | 1–1 | 2–0 |
| C. D. Bañuelos             | 2–5 | 0–0 | 1–2 | 0–1 | 3–4 | 1–3 | 1–2 | 2–4 | 0–2 | 3–3 | 0–1 | 3–1 | 2–1 | —   | 1–1 | 2–1 |
| C. D. Autol                | 2–3 | 0–3 | 1–0 | 1–2 | 1–0 | 1–2 | 0–1 | 0–3 | 0–1 | 0–2 | 0–1 | 3–3 | 2–0 | 2–1 | —   | 1–1 |
| C. Haro Deportivo Promesas | 0–2 | 0–2 | 3–3 | 1–2 | 1–2 | 0–4 | 0–4 | 0–3 | 1–0 | 1–2 | 2–1 | 3–1 | 0–2 | 3–1 | 1–1 | —   |

## Datos y estadísticas

### Récords
| Récords de equipos       | Récords de equipos | Récords de equipos                            | Récords de equipos     | Récords de equipos           | Récords de equipos | Récords de equipos           | Récords de equipos         | Récords de equipos |
| Grupo                    | Fecha              | Equipo/s                                      | Local                  |                              | Resultado          |                              | Visitante                  | Rep.               |
| ------------------------ | ------------------ | --------------------------------------------- | ---------------------- | ---------------------------- | ------------------ | ---------------------------- | -------------------------- | ------------------ |
| Más goles en un partido  | 10-05-2009         | C. F. Ciudad de Alfaro y Náxara C. D. "B" (8) | C. F. Ciudad de Alfaro | Bandera de La Rioja (España) | 2 – 6              | Bandera de La Rioja (España) | Náxara C. D. "B"           | Jornada 30         |
| Más goles en un partido  | 14-12-2008         | C. P. Calasancio "B" y Náxara C. D. "B" (8)   | C. P. Calasancio "B"   | Bandera de La Rioja (España) | 5 – 3              | Bandera de La Rioja (España) | Náxara C. D. "B"           | Jornada 14         |
| Más goles en un partido  | 10-05-2009         | Casalarreina C. F. y S. D. Oyonesa "B" (8)    | Casalarreina C. F.     | Bandera de La Rioja (España) | 5 – 3              | Bandera del País Vasco       | S. D. Oyonesa "B"          | Jornada 30         |
| Más goles en un partido  | 21-09-2008         | U. F. Rioja F. C. y C. D. Autol (8)           | U. F. Rioja F. C.      | Bandera de La Rioja (España) | 6 – 2              | Bandera de La Rioja (España) | C. D. Autol                | Jornada 2          |
| Más goles en un partido  | 26-04-2009         | C. D. Anguiano "B" y C. D. Pradejón (8)       | C. D. Anguiano "B"     | Bandera de La Rioja (España) | 4 – 4              | Bandera de La Rioja (España) | C. D. Pradejón             | Jornada 29         |
| Mayor victoria local     | 14-12-2008         | Casalarreina C. F. (+7)                       | Casalarreina C. F.     | Bandera de La Rioja (España) | 7 – 0              | Bandera de La Rioja (España) | C. Haro Deportivo Promesas | Jornada 14         |
| Mayor victoria visitante | 23-11-2008         | C. D. Pradejón (+5)                           | C. F. Ciudad de Alfaro | Bandera de La Rioja (España) | 0 – 5              | Bandera de La Rioja (España) | C. D. Pradejón             | Jornada 11         |

Fuente: Fútbol Regional.